# Petrobia hemerocallis
Petrobia hemerocallis är en spindeldjursart som beskrevs av Wang 1982. Petrobia hemerocallis ingår i släktet Petrobia och familjen Tetranychidae. Inga underarter finns listade i Catalogue of Life.